# Nyhetstidningen Inblick
Nyhetstidningen Inblick grundades 2009 som Veckotidningen Inblick och är numera en nyhetstidning med kristen profil och politisk beteckning oberoende kristdemokratisk. Inblick tillhör mediakoncernen Kanal 10 Media, där bland annat tre TV-kanaler, en radiokanal och ett bokförlag ingår. Företagets ansvarige utgivare heter Börje Claésson.

## TS-upplaga och presstöd
TS-upplagan för år 2017 var 6 400 prenumeranter. Tidningen tar emot presstöd.

## Huvudsakligt innehåll
Inblick är en nyhetstidning. Dessutom innehåller varje nummer av tidningen två reportage där människor berättar om vad Jesus betyder för dem och hur han på olika sätt mirakulöst har gripit in i deras liv.

## Politisk inriktning
Nyhetsartiklar samt ledare har ofta ett fokus på invandrar- och flyktingfrågor och tidningen förespråkar en mycket generös invandringspolitik i enlighet med den kristna tron. Tidningen  har de senaste åren på nyhetsplats gett stort utrymme åt ledande företrädare för det Kristdemokratiska Ungdomsförbundet.

### Exempel
I ledarstriden i Kristdemokraterna mellan Göran Hägglund och Mats Odell tog tidningen ställning för Mats Odell. Ett exempel på det är en ledarartikel från oktober 2012:
Omvalet av Göran Hägglund som partiledare vid det extra rikstingen i januari 2012 har ännu inte genererat några positiva siffror. Utförsbacken fortsätter. Hur det hade sett ut om utmanaren Mats Odell fått ta vid är meningslöst att spekulera i, men ändå kittlande. Mats Odell, flankerad av de två av honom tilltänkta presidiemedlemmar, de progressiva kommunalråden Ebba Busch i Uppsala och Bengt Germundsson i Markaryd, hade med stor säkerhet rört om i Alliansgrytan en hel del. Det hade gett KD en mer självständig roll och därmed hade partiet framstått som ett mer intressant alternativ.

## Redaktion
Tidningen har sin redaktion i Älmhult.